# Mycosphaerella confinis
Mycosphaerella confinis är en svampart som tillhör divisionen sporsäcksvampar, och som först beskrevs av Petter Adolf Karsten, och fick sitt nu gällande namn av John Dearness och Homer Doliver House. Mycosphaerella confinis ingår i släktet Mycosphaerella, och familjen Mycosphaerellaceae. Arten är reproducerande i Sverige.